# Barisó de Càller
Barisó de Càller era fill de Torbè de Càller (jutge vers 1100) i net d'Orsoc Torxitori I de Càller. L'octubre del 1163 va ser proclamat jutge al morir sense fills mascles Constantí Salusi III de Càller, però fou enderrocat pels pisans, el 2 de març de 1164.